# Galinsoga durangensis
Galinsoga durangensis là một loài thực vật có hoa trong họ Cúc. Loài này được (Longpre) Canne mô tả khoa học đầu tiên năm 1977.